# Delegació Diocesana d'Escoltisme
La Delegació Diocesana d'Escoltisme, més coneguda per les sigles DDE, fou una institució de l'escoltisme catòlic constituïda el 1956 que agrupà inicialment els agrupaments escoltes confessionals ja existents a la diòcesi de Barcelona (agrupaments que també estaven integrats en la Institució Catalana d'Escoltisme, un organisme no legalitzat de tot l'escoltisme català laic i confessional). Poc després es constituïren DDEs en les diòcesis de Vic i Girona i més tard a gran part dels bisbats catalans. Aquestes delegacions d'escoltisme es coordinaran i dotaran d'estructures organitzatives i pedagògiques comunes.
Les Delegacions Diocesanes d'Escoltisme de Barcelona, Vic i Girona seran l'antecedent de Minyons Escoltes creat l'any 1965 d'àmbit a tot el territori català, i precedent de l'actual moviment escolta d'adscripció confessional Minyons Escoltes i Guies de Catalunya constituït l'any 1977.

## Història
L'origen de la creació de la DDE cal datar-la el 1955 en els últims moments de la vida Mn.Antoni Batlle, que maldava des de feia anys per aconseguir l'empara de l'Església per tot l'escoltisme o si més no pels agrupament d'adscripció catòlica, que actuaren de catalitzador. En el seu el llit de mort, el bisbe de Barcelona, Dr. Gregorio Modrego pressionat pel Nunci del Vaticà Monsenyor Antonioni i per personalitats catòliques, el nomenà Consiliari Diocesà de l'Escoltisme i prometé l'emparament de l'església per als seus agrupaments escoltes.
El 4 d'agost de 1956, complint la seva promesa el bisbe va reconèixer la Delegació Diocesana d'EscoltismeDDE, dins del Consell Diocesà dels Joves d'Acció Catòlica (JAC). Amb aquest reconeixement es donava base legal (dins dels acords del Concordat Església-Estat espanyol) als agrupaments escoltes que funcionaven a les diverses parròquies de la diòcesi i les seves activitats que realitzaven. La DDE de Barcelona, això no obstant, no serà oficialment creada fins al 13 de març de 1957 en què s'apliquen els seus estatuts (que determinaven una autonomia quasi total amb l'Acció Catòlica en el que teòricament estaven integrats). El Consiliari Diocesà serà Mn. Ricard Pedrals i Blanxart, deixeble de Mn. Antoni Batlle, i el primer responsable Jordi Bonet i Armengol. La seu de la DDE de Barcelona serà al c/ Roger de Llúria, núm. 7, 3r pis.
Poc després, els bisbes de Vic, Dr.Ramon Masnou (1957) i de Girona (1960) seguien l'exemple i creaven també una Delegació d'Escoltisme a les seves respectives diòcesis. Posteriorment es crearen en la majoria de la resta de diòcesis catalanes altres DDE que reuniren agrupaments confessionals ja existents, amb delegacions a la Seu d'Urgell, Solsona, Tarragona, Lleida; i afavoriren la creació de nous grups escoltes a les parròquies. El conjunt de DDE's finalment acabà coordinant-se creant- estructures organitzatives i pedagògiques comunes. (formació de caps, metodologies, recursos pedagògics, creació de les branques escoltes de llobatons, minyons i clan en l'escoltisme de nois, i de daines i noies guies en el de noies, etc.
Els primers anys molts capellans joves varen fundar nous agrupaments a les parròquies i hi va haver una gran expansió al territori. A l'inici la vida d'aquests agrupaments escoltes i de la DDE no fou fàcil atès la pressió del règim atès que en la pràctica no havia canviat la legislació que donava el monopoli de les activitats de temps lliure a les organitzacions del règim franquista (el Frente de Juventudes,..), amb el temps la pressió, sigui per la fermesa dels dirigents eclesials, i el suport de la població, va afluixar i la situació es va tornar més tolerant, fent simplement els ulls grossos i prohibint de tant en tant alguna activitat

## Les DDE i la divisió de l'escoltisme català
La creació la DDE amb aquest paper d'aixopluc legal que oferia l'Església no estava restringit només als agrupaments confessionals, sinó que inicialment s'oferia també la possibilitat d'acollir a aquells agrupaments que es consideraven laics. Però, per motius comprensibles, la part laica del moviment escolta no es trobava còmode amb aquesta situació, i així a finals dels anys '50 s'acaba produint la ruptura entre confessionals i laics, i el trencament de la unitat de l'escoltisme català.
La voluntat majoritària dels agrupaments des que varen reprendre les activitats als anys '40, sempre havia estat la de mantenir unit tot l'escoltisme català, a través de la ‘’’Institució Catalana d'Escoltisme’’’. Però el 1958 es va produir, com comentàvem una crisi amb l'escissió d'un nucli d'agrupaments per la inoperància d'aquest organisme. Durant l'any 1959, amb l'objectiu de preservar la unitat de l'escoltisme català, es van reformar els estatuts de la institució unificada durant la Guerra Civil i es creà així a Montserrat l'Associació Catalana d'Escoltisme' ACDE de tipus federatiu i que preservava la unitat de l'escoltisme tot permetent l'actuació autònoma de versions diferents per raons d'història i d'opció educativa o religiosa. L'associació esmentada tenia la composició següent:
- Minyons de Muntanya - Boy-Scouts de Catalunya: branca oberta integrada per agrupaments oberts i confessionals.
- Boy Scouts de Catalunya: branca oberta integrada per agrupaments no confessionals.
- Delegacions Diocesanes d'Escoltisme DDE: branca que es definia com a moviment d'església. les de van esdevenir, després, Minyons Escoltes Guies Sant Jordi (ME-GSJ).

El 19 de setembre de 1958 es fa la primera reunió de representants dels agrupament confessionals d'aquest nucli "C", és a dir la DDE de Barcelona. Els agrupaments que el van crear foren: 
A.E.MD Montserrat; A.E. Abat Marcet; A.E.M D Núria; A.E. Lluís Carreras; A.E. La Salle; AE Don Bosco; A.E. M D .Deu de Lourdes; A.E. Sant Isidre, (L'Hospitalet de Llobregat); A.E.M.D. de Bellvitge (L'Hospitalet de Llobregat); A.E.M. D. de la Pau (e); A.E. Dr. Pere Tarrés (e); A.E. Sant Josep de Calasanç; A.E. Jaume Balmes; A.E. Sant Benet; A.E. Santa Agnès; A.E.M.D. de Pompeia (e); A.E. Torras i Bages (e); A.E. Bisbe Irurita; A.E. Pare Claret; A.E. Sant Pius X; A.E. Mossèn Pere Ginebra (e); A.E.M.D. del Roser (e); A.E. Jaume l; A.E. Antoni Gaudí (e); A.E. Anselm Clavé; A.E. Sant Ignasi; A.E. Sant Lluís; A.E. Sant Bernat de Menthon, (Sabadell) (e); A.E. Sant Bernat de Claravall, Olesa de Montserrat; A.E.Mn. Norbert Font i Sagué, Terrassa (e); A.E. Joaquim de A.E. Sagrera, (Terrassa) (e); A.E.M.D. de la Ruta, (El Masnou); A .E. Antoni Vila, (El Prat de Llobregat); A.E Sant Joan (e); A.E. Sant Joan Baptista; A.E. Pius XII, (Cornellà); i A.E. Joan Fivaller.(Rubí).
D'Aquest nucli de quaranta agrupaments de la DDE de Barcelona es passarà en 10 anys, en 1968 a 170 agrupaments a tot Catalunya amb 12.818 afiliats.

## Dissolució
Les Delegacions Diocesanes d'Escoltisme deixaren d'existir el 1965, any en què reunides en una assemblea general a Castellbell (Vallès Oriental) van decidir deixar d'existir per formar una única associació que va prendre el nom de Minyons Escoltes.
L'any 1963 s'havia constituït per part de l'escotisme de noies, el guiatge, l'associació Guies Sant Jordi, aplegada en la Delegació Diocesana d'Escoltisme. El 1966 tant els Minyons Escoltes com les Guies Sant Jordi van afegir de Catalunya al seu nom.
Les dues associacions que formaven la Delegació Diocesana d'Escoltisme (els Minyons Escoltes (nois) i les Guies Sant Jordi (noies)) col·laboraven amb freqüència, atès que entre el 1969 i el 1974 molts agrupaments havien anat adoptant la coeducació. Finalment, l'any 1977 les dues associacions decideixen fusionar-se constituint els Minyons Escoltes i Guies Sant Jordi de Catalunya (MEGSJC), que avui dia és l'associació escolta catalana amb un nombre més gran d'agrupaments i afiliats.

## L'escoltisme catòlic a l'Estat espanyol
La fórmula jurídica catalana de reconeixement eclesial d'escoltisme, mitjançant delegacions diocesanes va fer forat a altres diòcesis de l'Estat i, per tant, al cap de poc ja es creaven Delegacions Diocesanes d'Escoltisme a Mallorca, a València, a Euskadi, i a altres diòcesis de tot Espanya, que el 1961 s'organitzaran en l'Oficina de Información y Coordinación del Escultismo Católico (OICEC).
El 1960 s'havia celebrat a Vallvidrera la reunió del Consell Internacional de l'Escoltisme Catòlic, amb representacions de 29 països., on la DDE de Barcelona va ser acceptada com a membre de ple dret.
El març de 1961 les DDE catalanes, per coordinar-se entre si, van crear un organisme que van denominar Moviment Scout Catòlic MSC, al que poc després s'hi afegiran les altres delegacions de l'Estat espanyol. El MSC és l'organisme que actualment continuar agrupant a l'escoltisme de les diferents diòcesis de l'Estat.